# Memory Rings
Memory Rings je devadesátiminutová loutková hra z roku 2015. Jejími autory jsou Erik Sanko a jeho manželka Jessica Grindstaff. Grindstaff rovněž režírovala její představení a je autorkou celkového designu. Erik Sanko je autorem hudby a designu loutek. Hra byla inspirována stromem Methuselah, který byl považován za nejstarší živý organismus světa. Po hře 69°S (2011) jde o druhou část plánované environmentální trilogie. Třetí a závěrečná část Falling Out byla uvedena roku 2018.
Hra měla premiéru v červnu 2015 v Oz Arts Nashville. V dubnu 2016 bylo představení uvedeno na Kalifornské univerzitě v Los Angeles. Divadelní kritik Charles McNulty o představení napsal, že při představení „Všechno na jevišti bylo dílo lidské tvořivosti.“ V listopadu 2016 byla hra uvedena v newyorské Brooklyn Academy of Music.